# Prionolabis luteibasalis
Prionolabis luteibasalis là một loài ruồi trong họ Limoniidae. Chúng phân bố ở miền Cổ bắc.